# Ordem do Mérito Renascença do Piauí
A Ordem do Mérito Renascença do Piauí é a mais alta comenda do Estado, da qual o Grão-Mestre é o governador do Estado do Piauí. A medalha é oferecida nos graus Grande Colar, Grã-Cruz, Grande Oficial, Comendador, Oficial e Cavaleiro. Tem um alinhamento hierárquico inspirado na Legião de Honra, principal comenda francesa.

## Histórico

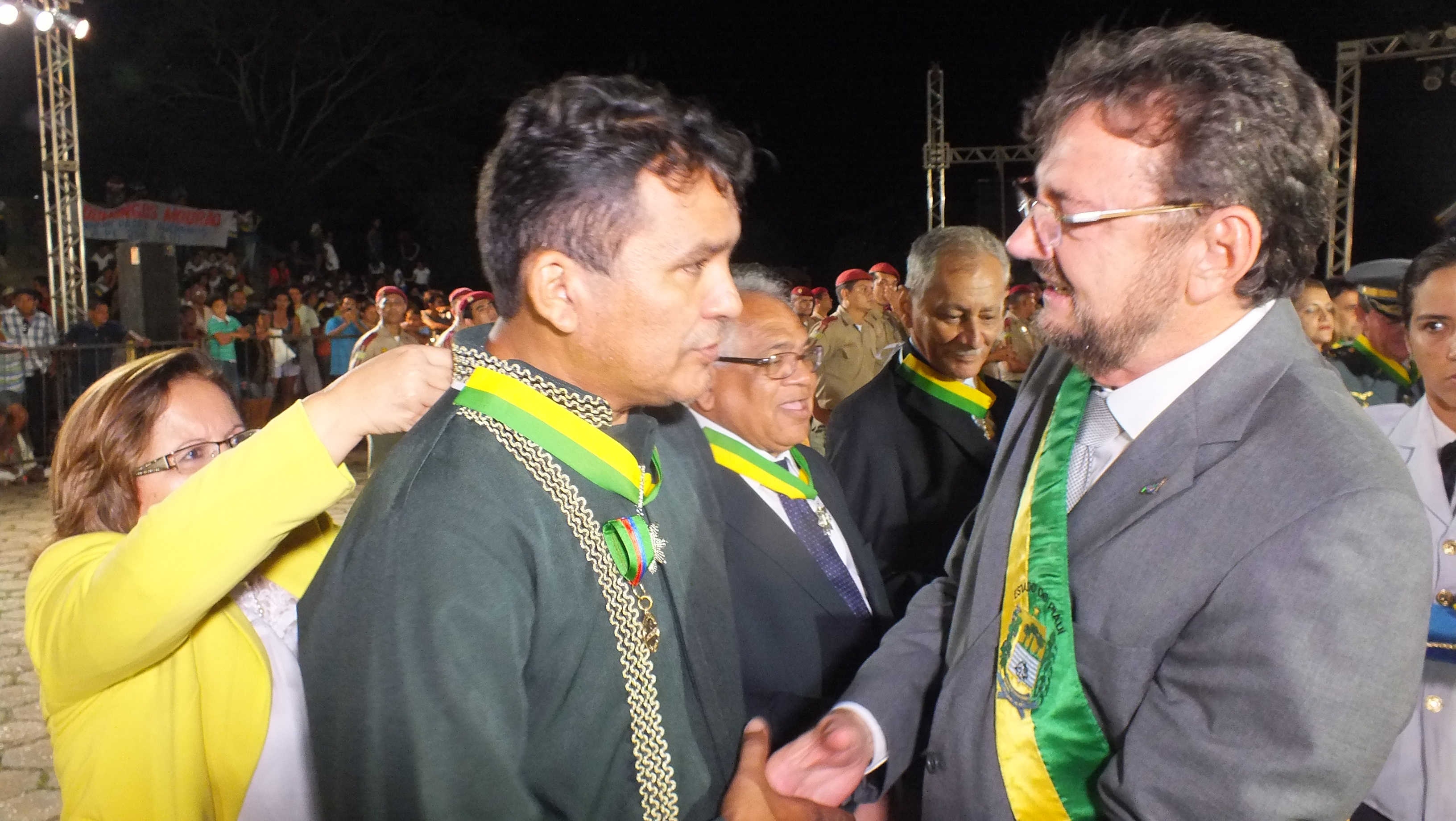
O então Governador do Piauí Wilson Nunes Martins fazendo condecoração com a Ordem do Mérito Renascença do Piauí, no dia 13 de março de 2014, no Monumento dos Heróis da Batalha do Jenipapo, em Campo Maior, Piauí.

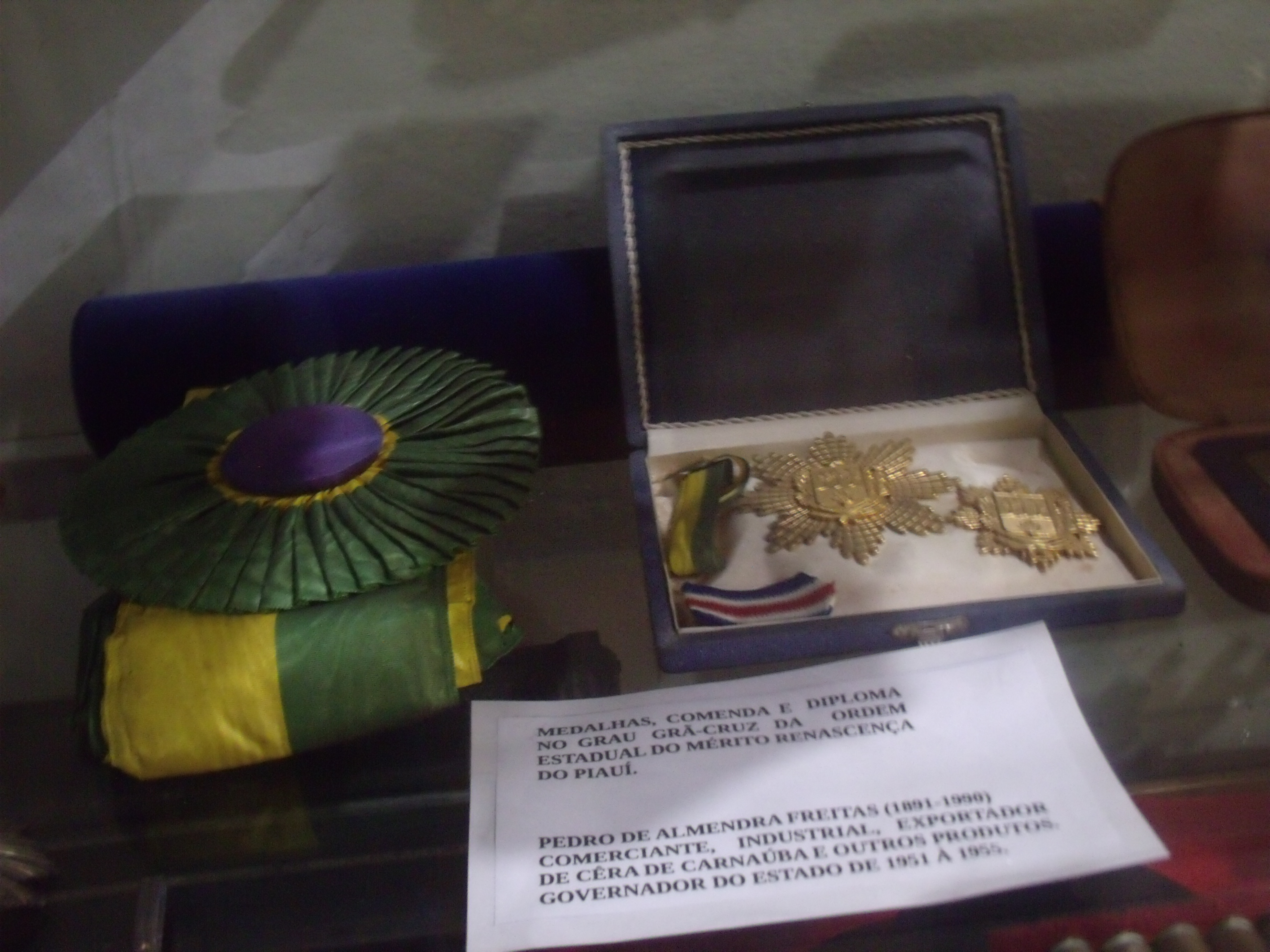
Faixa e insígnias da ordem que foi do Ex-Governador do Piauí Pedro de Almendra Freitas, no acervo do Museu do Piauí.

Foi instituída em 31 de março de 1973, através do Decreto nº 1588 e regulamentada pelo Decreto nº 1962, de 17 de fevereiro de 1975. A Ordem Renascença é destinada a personalidades e entidades nacionais e estrangeiras que tenham se tornado dignas da gratidão, admiração e reconhecimento por parte do povo e do governo do Piauí. Durante as solenidades de entrega o Governador do Piauí usa a Faixa Governamental.

## Artigo contestado
O Artigo 9 do Regulamento dessa ordem é contestado por historiadores, notadamente os da geração de adeptos da chamada Nova História e da Nova História Crítica, por não explicitar no citado artigo contemplação a personalidades e ou instituições dos movimentos sociais. Argumentam que a condecoração foi criada no período da ditadura militar e os movimentos sociais tiveram importante atuação no combate àquele governo não democrático, assim foram/eram ideologicamente preteridos na cultura das comendas. Por fora desse contexto aparece a Medalha Chico Mendes de Resistência.

## Regulamento
- Art. 1º: A "ORDEM ESTADUAL DO MÉRITO RENASCENÇA DO PIAUÍ", instituída pelo Decreto nº. 1588, de 31 de março de 1973, e destinada a agraciar personalidades ou instituições nacionais ou estrangeiras, que se tenham tornado dignas da gratidão ou da admiração do povo e do governo do Estado do Piauí, constará das seguintes classes:

a) Grã-Cruz;
b) Grande Oficial;
c) Comendador;
d) Oficial;
e) Cavaleiro.
- Art. 2º: A insígnia da Ordem terá, no verso o Brasão de Armas do Estado do Piauí, montado sobre uma estrela heráldica. No reverso, em destaque, a seguinte legenda histórica: Ordem Estadual do Mérito Renascença do Piauí – Teresina, 1973.

- Art. 3º: A Grã-Cruz será usada pendente de uma fita/faixa nas cores verde e amarelo, passada a tiracolo, da direita para a esquerda, além de uma placa dourada com as mesmas insígnias, que deverá ser usada no lado esquerdo do peito. O Grande Oficialato constará da insígnia pendente do pescoço e mais a referida placa, montada, porém, em prata. Os Comendadores usarão a insígnia pendente do pescoço e os oficiais e Cavaleiros, do lado esquerdo do peito, sendo que a insígnia dos primeiros será montada em ouro, e a dos segundo, em prata.

Parágrafo único – No traje diário, os agraciados poderão usar na lapela uma fita estrita ou laço com as cores da Ordem, para os Cavaleiros, roseta para os demais graus.
- Art. 4º: A “ORDEM ESTADUAL DO MÉRITO RENASCENÇA DO PIAUÍ” compreende 2 (dois) quadros:

a) O Quadro Ordinário;
b) O Quadro Suplementar.
- Art. 5º: Os cidadãos brasileiros são os admitidos no Quadro Ordinário e as personalidades estrangeiras no Quadro Suplementar.

§ 1º: O número máximo de agraciados, por ano, no Quadro Ordinário, segundo os graus e a denominação honorifica correspondente, é o seguinte:
Grã-Cruz – 15 (quinze)
Grande Oficial – 20 (vinte)
Comendador – 25 (vinte e cinco)
Oficial – 30 (trinta)
Cavaleiro – 40 (quarenta)
§ 2º: O Quadro Suplementar, de número ilimitado de integrantes, obedece ao mesmo critério hierárquico e de honras do Quadro Ordinário.
- Art. 6º: Ao Governador do Estado do Piauí, cabe conceder, por decreto executivo, a admissão e a promoção, em qualquer dos quadros, mediante pronunciamento do Conselho da Ordem acerca da personalidade ou da instituição que se queira distinguir e através de posposta do Chanceler da Ordem.

- Art. 7º: Publicado o Decreto, o Grão-Mestre mandará expedir o competente diploma que o assinará.

Parágrafo Único - Em qualquer caso, o decreto será referendado pelo Chanceler.
- Art. 8º: A entrega dos diplomas e das insígnias, pelo Grão-Mestre, se fará em solenidade pública, no Palácio Karnak, sede do Governo do Estado do Piauí, com a presença dos Membros do Conselho da Ordem.

- Art. 9º: A concessão dos graus da Ordem obedecerá ao seguinte critério:

Grã-cruz: Ministro de Estado, Governador dos Estados da República Federativa do Brasil,Almirantes, Marechais, Marechais-do-Ar, Almirantes-de-Esquadra, Generais-de-Exército, Tenentes-Brigadeiros,Senadores e Deputados Federais, Ministros do Supremo Tribunal Federal, Cardeais e outros membros dos Tribunais Superiores, Embaixadores Estrangeiros e outras personalidades de hierarquia equivalente.
Grande Oficial: Enviados Extraordinários e Ministros Plenipotenciários estrangeiros, Presidentes das Assembleias Legislativas e dos Tribunais Estaduais, Vice-Almirantes, Generais de Divisão, Majores-Brigadeiros e outras personalidades de igual graduação.
Comendador: Secretários dos Governadores Estaduais, Ministros-Conselheiros, Conselheiros de Embaixada ou Legação Estrangeira, Cônsules Gerais Estrangeiros, Contra-Almirantes, Generais-de-Brigada, Brigadeiros, Desembargadores, Deputados Estaduais, Professores de Universidades, Presidentes de Associações Literárias, Científicas, Culturais, Comerciais, Industriais e Agrícolas, e funcionários de igual categoria do Serviço Público Federal, Estadual e Municipal.
Oficial: Professores de Ensino Médio, Juízes de Direito, Promotores Públicos, Oficiais Superiores das Forças Armadas e Forças Auxiliares, Cientistas, Escritores, Primeiros Secretários de Embaixada ou Legação Estrangeira, Prefeitos, Artistas e funcionários de igual categoria do Serviço Público Federal, Estadual e Municipal.
Cavaleiro: Oficiais de patentes abaixo das precedentes citadas, Segundos e Terceiros Secretários de Embaixada ou Legação Estrangeira, e funcionários de igual categoria do Serviço Público Federal, Estadual e Municipal.
- Art. 10º: Os membros do Conselho da Ordem não perceberão qualquer remuneração e os seus serviços serão considerados relevantes.

- Art. 11°: O Grão-Mestre terá a classe Grã-Cruz, e o Chanceler, bem como os demais membros do Conselho da Ordem, a de Grande Oficial, as quais conservarão.

- Art. 12º: O Conselho da Ordem será presidido pelo Governador do Estado do Piauí e constituído pelo Secretário de Estado, pelo Coordenador da Assessoria de Acompanhamento e Comunicação e pelo Secretário de Estado da Cultura.

- Art. 13º: A concessão da Ordem a personalidades nacionais, ou sua promoção, será feita na data magna do Estado do Piauí e em outras datas cívicas de livre escolha, devendo as propostas serem examinadas pelo Conselho, a qualquer tempo.

- Art. 14°: Ninguém poderá ser nomeado para a Ordem com menos de 25 (vinte e cinco) anos de idade.

- Art. 15°: Os funcionários públicos brasileiros, que como tal sejam agraciados com a Ordem, deverão contar os seguintes anos de serviço:

Cavaleiro - 10 (dez) anos 
Oficial - 15 (quinze) anos
Comendador - 20 (vinte) anos
Grande-Oficial - 25 (vinte e cinco) anos 
Grã-Cruz - 30 (trinta) anos
- Art. 16°: Compete ao Conselho da Ordem:

a) estudar as propostas que lhe forem encaminhadas;
b) aprová-las ou recusá-las;
c) velar pela fiel execução do presente Regulamento;
d) manter o prestígio da Ordem;
e) propor medidas que se tornarem indispensáveis ao bom desempenho das suas funções;
f) suspender ou cancelar o direito de usar insígnias concedidas, por qualquer ato incompatível com a dignidade da Ordem.
- Art. 17°: Compete ao Secretário de Estado da Cultura exercer as funções de Secretário-Executivo da Ordem:

a) convocar as reuniões do Conselho, mediante de terminação de qualquer de seus membros;
b) ocupar-se da correspondência;
c) lavrar as atas das reuniões e submetê-las à assinatura dos seus membros; 
d) manter em dia o arquivo e o registro da Ordem.
Parágrafo Único - O Secretário-Executivo do Conselho' da ordem poderá ter um auxi1iar de sua livre escolha.
- Art. 18°: As propostas de ingresso na Ordem só poderão ser apresentadas pelos membros do Conselho.

- Art. 19°: As propostas a que se refere o artigo anterior deverão conter:

a) nome completo, por extenso, do candidato a membro da Ordem;
b) nacionalidade;
c) profissão;
d) dados biográficos;
e) lista dos serviços que houver prestado ao Estado do Piauí;
f) grau das condecorações que possuir;
g) nome do proponente.
- Art. 20°: Os membros da Ordem só poderão ser promovidos ao grau imediato quando houverem prestado novos e relevantes serviços ao Estado do Piauí.

- Art. 21°: O Conselho da Ordem terá um livro de Registro do Tombo Histórico, no qual serão inscritos, além dos textos dos Decretos que instituíram a Ordem, também os nomes de cada um dos agraciados, a indicação de Classe e os dados biográficos respectivos, bem como o registro das solenidades de entrega das insígnias.

Parágrafo Único - As folhas do livro serão numeradas e rubricadas pelo Secretário-Executivo do Conselho da Ordem.
- Art. 22°: O membro da Ordem que se torne passível de penalidade por força de lei aplicada pela Justiça competente, deixará de fazer jus ao mérito que lhe foi concedido e dela será excluído por ato do Governador do Estado do Piauí, com base na manifestação resultante do pronunciamento pelo Conselho.

Teresina, 17 de Fevereiro de 1975. Alberto Tavares Silva.

## Agraciados de 2011
No dia 13 de março de 2011, no local da Batalha do Jenipapo, o Governo do Estado do Piauí fez outorga da referida Ordem para:

### Cavaleiro
- Mauro Henrique Ramos Pereira

### Oficial
- Cícero Manoel da Cunha e Silva
- Edson de Sousa Chaves
- Edwaldo Freitas Lira
- Etevaldo Aves da Silva
- Jansen Cerqueira de Farias
- Liege da Cunha Cavalcante Ribeiro Gonçalves
- Luis Barbosa Mororó
- Norberto Mendes do Amaral Neto
- Paulo Nunes Cordeiro
- Raimundo Nonato Andrade do Nascimento
- Sérgio Roger Arrais Torres
- Zilzimar Fernandes de Sousa

### Comendador
- Antonio Jurandy Porto Rosa
- Antonio Lages Alves
- Carlos Alberto Amorim Ferreira
- Edmilson Farias
- Jornal O Dia
- José Maria Correia Lima e Silva
- José Ovídio de Oliveira Bona
- Laurentino Gomes
- Lirton Nogueira Santos
- Lucimary Barros de Medeiros
- Moisés Augusto Leal Barbosa
- Paulo de Tarso Batista Libório
- Paulo Ivan da Silva Santos
- TV Cidade Verde

### Gran Cruz
- Marllos Rossano Ribeiro Gonçalves de Sampaio